# Шёнеберг, Манфред
Манфред Шёнеберг (нем. Manfred Schöneberg; род. 6 июля 1946, Лейпциг) — немецкий шахматист.
Чемпион ГДР (1972). Участник 20-й Олимпиады (1972) и 4-го командного чемпионата Европы (1970). 

## Спортивные достижения
| Год  | Город      | Турнир                         | + | − | = | Результат | Место |
| ---- | ---------- | ------------------------------ | - | - | - | --------- | ----- |
| 1970 | Капфенберг | 4-й командный чемпионат Европы | 4 | 0 | 2 | 5 из 6    | 3 1   |
| 1972 | Гёрлиц     | Чемпионат ГДР                  |   |   |   | из        | 1     |
|      | Скопье     | 20-я Олимпиада                 | 4 | 4 | 5 | 6½ из 13  |       |

## Изменения рейтинга
| Графики недоступны из-за технических проблем. См. информацию на Фабрикаторе и на mediawiki.org. |